# Jacobinia
Jacobinia là chi thực vật có hoa trong họ Acanthaceae.